# USS Seawolf (SSN-575)
USS Seawolf (SSN-575) — вторая атомная подводная лодка ВМС США, экспериментальная подводная лодка, имевшая реактор с жидкометаллическим теплоносителем в качестве теплоносителя первого контура. Вошла в строй в марте 1957 года, в декабре 1958 года встала на переоборудование с заменой реактора на водо-водяной. Выведена из состава флота в 1987 году.

## История
Военный подводный флот имеет достаточно жёсткие требования к компактности, мощности, динамике и безопасности энергоустановки.
При использовании водо-водяных реакторов существует ряд проблем, которые в основном связаны с водяными трубопроводами, по которым передаётся тепло в виде пара под высоким давлением. Кроме того, при активном испарении теплоносителя возможен тепловой ядерный взрыв.
В результате есть риск аварий с нарушением первого контура, и для того, чтобы избавиться от этой проблемы была предложена идея использования жидкого металла в виде теплоносителя.
Жидкий металл не требует избыточного давления, но при этом он восприимчив к кислороду и водороду, образующаяся плёнка окисла может привести к нарушениям работы реактора и к аварии.
Сама лодка была заложена 15 сентября 1953 года, но в процессе строительства возникли сложности с двигательной установкой.
Поэтому для создания корабельной установки в исследовательском центре в деревне Уэст-Милтон был построен прототип энергоустановки подводной лодки под названием Марк А — это был реактор на промежуточных нейтронах, в качестве теплоносителя использовался жидкий натрий; установка заработала в мае 1955 года.
На базе полученного в процессе эксплуатации этого реактора опыта была построена установка для подводной лодки.
Лодка была спущена на воду 21 июля 1955 года и в январе 1957 года в Гротоне (штат Коннектикут) на верфи Electric Boat предприятия General Dynamics Corporation приступили к ходовым испытаниям второй после «Наутилуса» атомной подводной лодки, под кодом SSN-575.
Двигательная установка несла наименование S2G: «S» — подводный, «2» — второго поколения, «G» — производитель General Electric, и работала также, как и прототип на жидком натрии в качестве теплоносителя первого контура.
В процессе испытаний термические напряжения в трубах, по которым подавался пар на парогенераторы, и коррозионное воздействие натрия на сталь привели к образованию трещин в трубных досках[что?] пароперегревателя и испарителя. В результате пришлось отключить пароперегреватель, за счёт этого мощность энергетической установки снизилась на 20 %. В результате на испытаниях подводная лодка развила 80 % от расчётной скорости хода.
На испытаниях произошла авария с человеческими жертвами: в результате потери плотности трубок первого контура и разрыва трубок второго контура произошла утечка радиоактивного натрия.
В феврале 1957 года подводная лодка закончила ходовые испытания и 30 марта 1957 вошла в состав Атлантического флота ВМС США.
После этого 6 октября 1958 года подлодка завершила рекордный 60-дневный поход, пройдя расстояние более 13 000 морских миль в подводном положении, (по другим источникам пройденное расстояние составило 7161 милю, из которых 5711 миль было пройдено под водой).
Однако в декабре 1958 года жидкометаллический реактор был удалён и заменён водо-водяным реактором типа S2Wa производства компании Westinghouse, после чего лодка находилась на службе ещё почти 30 лет и была выведена из состава флота и деактивирована в 1987 году. В отличие от S2W, паротурбинная установка на Seawolf работала не на перегретом, а на насыщенном паре, что потребовало замены лопаток турбин.
В результате эксплуатации лодки были сделаны отрицательные выводы о применимости такого типа реакторов в подводном флоте, и эта конструкция больше не применялась в ВМС США.

В СССР в противовес этому конструктивному решению была создана опытовая подводная лодка К-27, на которой были отработаны решения по новой энергетической установке, где в качестве теплоносителя использовался не жидкий натрий, а сплав свинец-висмут. К-27 стала родоначальником класса АПЛ с использованием реактора с ЖМТ.